# Nanostrangalia duffyi
Nanostrangalia duffyi là một loài bọ cánh cứng trong họ Cerambycidae.